# Бардым (приток Серги)
Бардым — река в Свердловской области России. Устье реки находится в 56 км по левому берегу реки Серги, около города Нижние Серги.
Длина — 79 км, площадь водосборного бассейна — 646 км².
Истоки реки Бардым находятся неподалёку от горы Шунут.
Вскрывается в конце апреля — начале мая.

## Притоки
- Полуденный Бардым — 28 км по левому берегу
- Ревдель — 35 км по правому берегу
- Суховилялка — 49 км по левому берегу
- Большой Шунут — 65 км по правому берегу

## Водный туризм
Сплав возможен только в период половодья; летом река сильно мелеет. Категория сложности — приблизительно II (для катамаранов). Препятствия: кусты, завалы. В конце реки образуется разветвлённая дельта. Сплав, как правило, начинают от моста у деревни Ревдель, до которой ведёт хорошая дорога из Нижних Серёг.